# Anna Fisher
Pour les articles homonymes, voir Fisher.
Ne doit pas être confondu avec Anna Fischer.
Anna Lee Stuart Fisher est une astronaute américaine née le 24 août 1949.

## Biographie

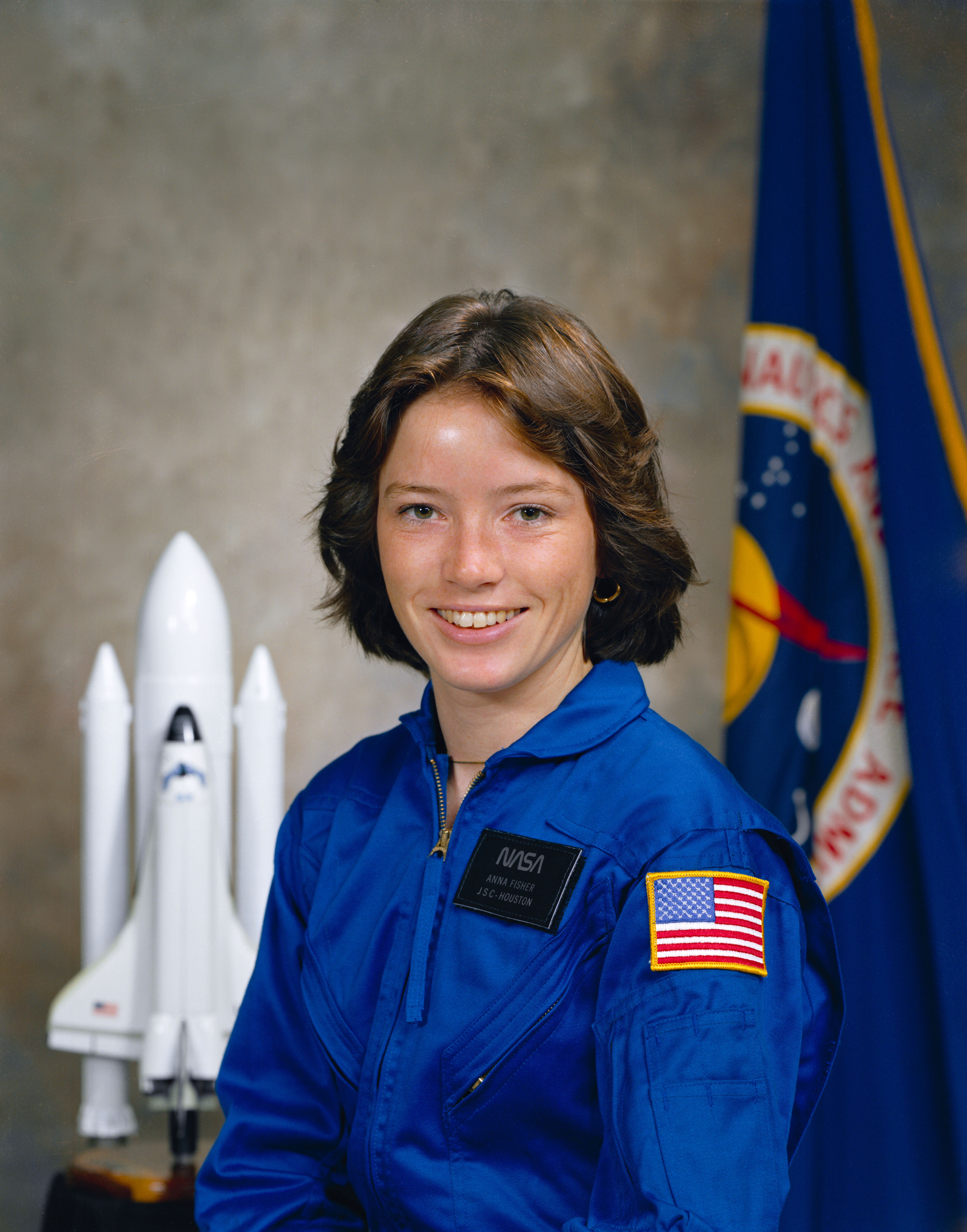
Anna Fisher en 1979.

Anna Fisher est née à New York et a grandi à San Pedro (Californie) qu'elle considère comme sa ville natale.
Elle entre en 1967 au lycée de San Pedro. Elle obtient un baccalauréat en sciences en chimie en 1971 à l'université de Californie, à Los Angeles (UCLA).
Elle a fait un stage à l'hôpital général de Torrance, Californie, en 1977. Elle a choisi de se spécialiser en médecine d'urgence et a travaillé dans plusieurs hôpitaux de la région de Los Angeles. Elle a repris des études supérieures et a obtenu un Master of Science en chimie de l'UCLA en 1987.
Anna Fisher a été choisie comme candidate astronaute en janvier 1978. En août 1979, elle a complété sa période de formation et d'évaluation, devenant ainsi admissible pour l'affectation en tant que spécialiste de mission sur les équipages de la navette spatiale.
Ses missions : Le développement et le test du télémanipulateur (RMS) - communément appelé "bras robotique de la navette" ; le développement et le test des procédures de la porte d'urgence de sortie de la soute dans l'espace ; le petit véhicule extra-spatial ; les procédures de réparation d'urgence ; la vérification du logiciel de vol au SAIL - à ce titre, elle a examiné les exigences et les procédures de remontée test, en orbite, et la vérification du logiciel RMS - et a servi dans l'équipe évaluatrice pour les essais de vérification et de développement des missions à STS-2, STS-3 et STS-4.
Elle finira par voler à la fin de 1984, dans la mission STS-51-A à bord de Discovery. La mission était de déployer deux satellites, et d'en récupérer deux autres.
Elle a été affectée en tant que spécialiste de mission sur STS-61-H avant que la navette spatiale Challenger explose. À la suite de l'accident, elle a travaillé comme adjointe de la Direction générale de l'Office des astronautes, et en tant que représentante du Bureau des astronautes pour des questions de fichiers de données de vol.
Anna Fisher a siégé au comité de sélection des astronautes pour la classe d'astronautes 1987. Elle a également servi dans le Bureau d'appui à la Station spatiale où elle a travaillé à temps partiel à la direction des opérations de la station spatiale. Elle était représentante de l'équipe pour soutenir le développement de la station spatiale dans les domaines de la formation, les concepts d'opérations, et l'entretien de la santé.
Avec son mari, l'astronaute William Frederick Fisher, elle a eu deux filles ; Kristin Anne (née le 29 juillet 1983) et Kara Lynne (née le 10 janvier 1989). Elle a décidé de prendre un congé prolongé de 1988 à 1996 pour élever sa famille.

## Vols réalisés
Le 8 novembre 1984, elle réalise un unique vol en tant que spécialiste de mission, pour le vol Discovery STS-51-A.